# فورات
فورات (به انگلیسی: Phorate) یک ترکیب شیمیایی با شناسه پاب‌کم ۴۷۹۰ است. 